# Sant Cebria de Vallalta
Sant Cebria de Vallalta är en kommun i Spanien.   Den ligger i provinsen Província de Barcelona och regionen Katalonien, i den östra delen av landet, 500 km öster om huvudstaden Madrid. Antalet invånare är 3 337. Arean är 15,7 kvadratkilometer. Sant Cebria de Vallalta gränsar till Canet de Mar, Sant Pol de Mar, Calella, Pineda de Mar, Sant Celoni, Tordera och Sant Iscle de Vallalta. 
Terrängen i Sant Cebria de Vallalta är kuperad åt nordväst, men åt sydost är den platt.